# Stavros Niarchos Foundation
Die Stavros Niarchos Foundation (Ίδρυμα Σταύρος Νιάρχος) ist eine  gemeinnützige Stiftung mit Sitz in Vaduz und Büros in Athen, New York und Monte Carlo. Sie verwaltet einen Großteil des Nachlasses von Stavros Niarchos. Sie wurde 1996 unmittelbar nach dessen Tod von seinen Erben gegründet.
Ein Schwerpunkt der Stiftungsaktivitäten liegt auf der Förderung von Programmen in der Schweiz und in Griechenland. Insgesamt wurden 948 Mio. Euro an 1.900 Organisationen in 109 Ländern vergeben. In Deutschland wird beispielsweise der ChildFund Deutschland unterstützt.
Berühmte Werke aus der umfangreichen Privatsammlung von Stavros Niarchos befinden sich als Leihgaben in Schweizer Museen. 2007 wurde dem Numismatischen Museum in Athen die umfangreiche Münzsammlung überlassen. 2012 wurde von der Stiftung der Silberpokal des Marathonsiegers der ersten Olympischen Spiele der Neuzeit bei Christie’s ersteigert.
Die Stiftung finanzierte den Bau des Stavros Niarchos Foundation Cultural Center in Athen, welches von Renzo Piano entworfen wurde und als neuer Sitz von Nationalbibliothek und Nationaloper (Εθνική Λυρική Σκηνή) dienen. Mit einem Betrag von 100 Mio. Euro werden Projekte finanziert, die der Linderung der Finanzkrise in Griechenland dienen.

## Auszeichnungen
- International Opera Award 2024 in der Kategorie Philanthropie [5]